# Adrien-Louis de Bonnières

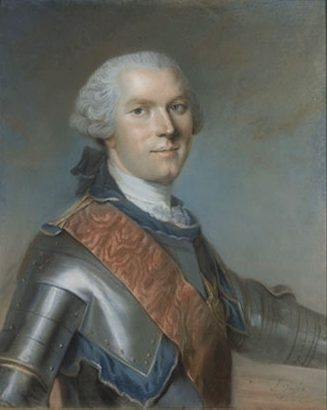
Adrien-Louis de Bonnières (um 1765)

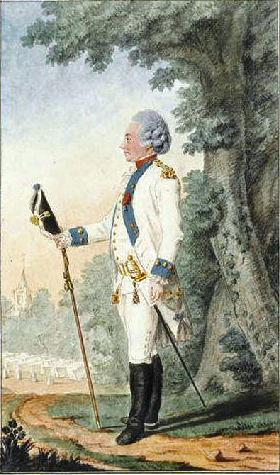
Adrien-Louis de Bonnières (um 1760)

Adrien-Louis de Bonnières, duc de Guînes (* 13. April 1735 in Lille; † 21. Dezember 1806 im Kanton Ivry-sur-Seine-Ouest) war ein französischer Botschafter.

## Leben
Adrien-Louis de Bonnières war der Sohn von Guy Louis de Bonnières (1703–1763), Comte de Souastre. 1761 war Adrien-Louis de Bonnières Oberst der Grenadiere im Régiment de Navarre im Siebenjährigen Krieg. 1762 trat er in den auswärtigen Dienst Ludwigs XV. im Schloss Versailles. Er wurde durch die Königin und die Familien de Choiseul und Noailles protegiert. Am Hof war er ein talentierter Unterhalter; Charles-Alexis Brûlart de Sillery bezeichnete ihn als eine lebendige animierte Gazette. Auch Louis François I. de Bourbon, prince de Conti bestätigte ihm, dass er den Geschmack bei Hof traf. 1766 freundete sich Friedrich II. (Preußen) mit ihm an. Ludwig XV. sandte ihn 1768 als Ministre plénipotentiaire in das Berliner Stadtschloss, wo er in Ungnade fiel und im November 1769 zurückkehrte. Ludwig XV. sandte ihn vom 27. November 1770 bis 26. August 1771 sowie vom 13. Januar 1772 bis 31. Juli 1773 als Ambassador to the Court of St James’s.
Am 28. April 1771 wurde ein Gesandtschaftssekretär von Adrien-Louis de Bonnières, Barthelemy Tort de La Sonde, wegen Betrugs verhaftet und in der Bastille inhaftiert. Barthelemy Tort de La Sonde behauptete, im Auftrag von Adrien-Louis de Bonnières gehandelt zu haben. Aus dieser Aussage wurde eine Klage gegen Adrien-Louis de Bonnières auf Veruntreuung öffentlicher Gelder entwickelt. Emmanuel-Armand de Vignerot du Plessis de Richelieu, duc d’Aiguillon wurde am 6. Juni 1771 zum Außenminister ernannt und vertrat im Gerichtsverfahren die Anklage. Die von Ludwig XV. auserlesene Jury sprach mit sieben zu sechs Stimmen Adrien-Louis de Bonnières von den Vorwürfen frei. Das Engagement Marie-Antoinettes zugunsten von Adrien-Louis de Bonnières legt nahe, dass sie das eigentliche Ziel der Intrige war. Ludwig XVI. sandte ihn vom 10. Juli 1775 bis zum 27. Februar 1776 ebenfalls nach London.
Adrien-Louis de Bonnières war ein Gesangs- und Flötentalent und seine Tochter Marie Louise Charlotte Harfenistin. Für sie komponierte Wolfgang Amadeus Mozart 1778 das Konzert für Flöte, Harfe und Orchester (KV299). Guines, Baron von Besenval, Graf Esterhazy und der Herzog von Coigny leisteten, mit Zustimmung Ludwigs XVI., Marie-Antoinette von sieben Uhr in der Früh bis elf Uhr abends Gesellschaft.
Am 1. Januar 1784 wurde er in den Orden vom Heiligen Geist aufgenommen. Philippe-Henri de Ségur ernannte ihn 1787 zum Kriegsrat. Vom 6. November bis zum 12. Dezember 1788 nahm ihn Ludwig XVI. in seine assemblées des notables auf. 1788 wurde er zum Gouverneur von Artois ernannt, wo er an einem Bergbauunternehmen als Aufsichtsrat beteiligt wird. Die Französische Revolution verbrachte er in England, und unter dem Konsulat Napoleon Bonapartes kehrte er nach Frankreich zurück.